# Ерджан (аеропорт)
Міжнародний аеропорт «Ерджан» (тур. Ercan Uluslararası Havalimanı; IATA: ECN, ICAO: LCEN) — міжнародний аеропорт у невизнаній Турецькій Республіці Північного Кіпру. Розташований у селі Тімбу, за 13 км на схід від Нікосії.
В 2006 році розпочались переговори щодо можливості відкриття аеропорту «Ерджан» та порту у місті Фамагуста для міжнародної торгівлі, в рамках налагодження стосунків між Європейським Союзом та Туреччиною щодо вирішення питання Кіпрського конфлікту.

## Історія
Попередник аеропорту «Ерджан», аеропорт Тімву, побудований Великою Британією (на той час острів Кіпр перебував у її колоніальному володінні) під час Другої світової війни як військова авіабаза. Після проголошення незалежності Кіпру аеропорт був закинутий. Проте, після окупації північних земель Туреччиною та проголошення Турецької Республіки Північного Кіпру, аеродром було розширено та перебудовано. Сьогодні це найбільший цивільний аеропорт Північного Кіпру.

## Сучасний стан та перспективи
Сьогодні льотне поле аеропорту має довжину 2,5 км. План реконструкції передбачає будівництво нового льотного поля та терміналу, що дозволить приймати більшу кількість літаків. Останнім часом обговорюються питання приватизації аеропорту.

## Авіалінії та напрямки
Враховуючи невизнаний статус Турецької Республіки Північного Кіпру (офіційно визнається лише Туреччиною), авіарейси здійснюються лише з/до Туреччини. З аеропорту є також регулярні та сезонні рейси до інших країн, але при здійснені перельотів літак зобов'язаний здійснити посадку на території Туреччини.
| Авіакомпанія      | Пункт призначення                                                      |
| ----------------- | ---------------------------------------------------------------------- |
| AnadoluJet        | Анкара, Стамбул-Сабіха Гекчен                                          |
| AtlasGlobal       | Адана, Стамбул-Ататюрк, Ізмір                                          |
| Corendon Airlines | Анталія                                                                |
| Freebird Airlines | Анталія                                                                |
| Pegasus Airlines  | Адана, Анкара, Анталія, Газіантеп, Хатай, Стамбул-Сабіха Гекчен, Ізмір |
| Turkish Airlines  | Анкара, Стамбул-Ататюрк, Стамбул-Сабіха Гекчен                         |

## Фотогалерея

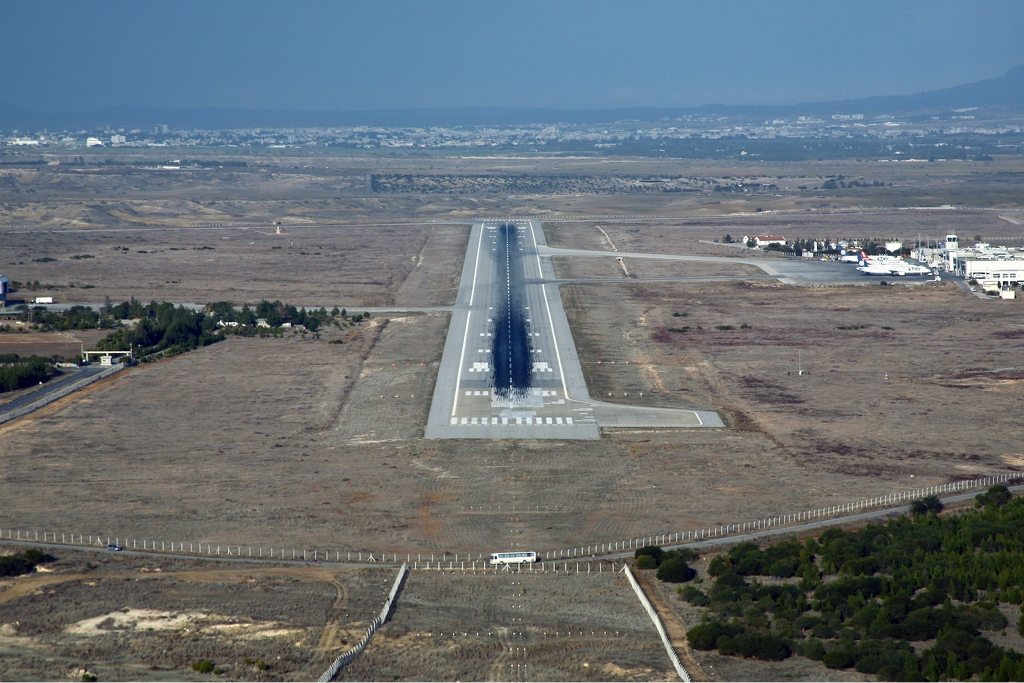
Льотне поле аеропорту
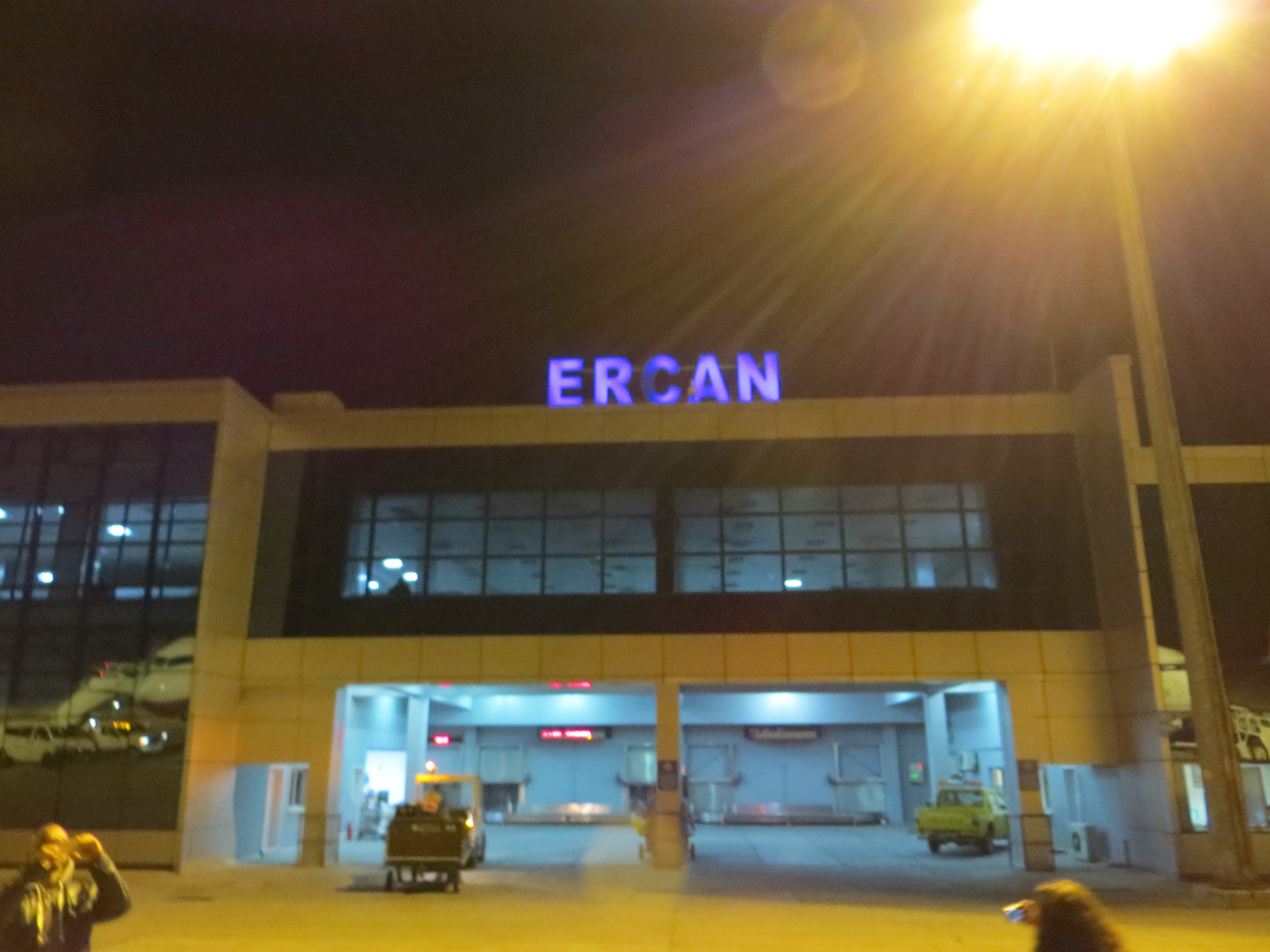
Термінал аеропорту (внутрішня сторона)
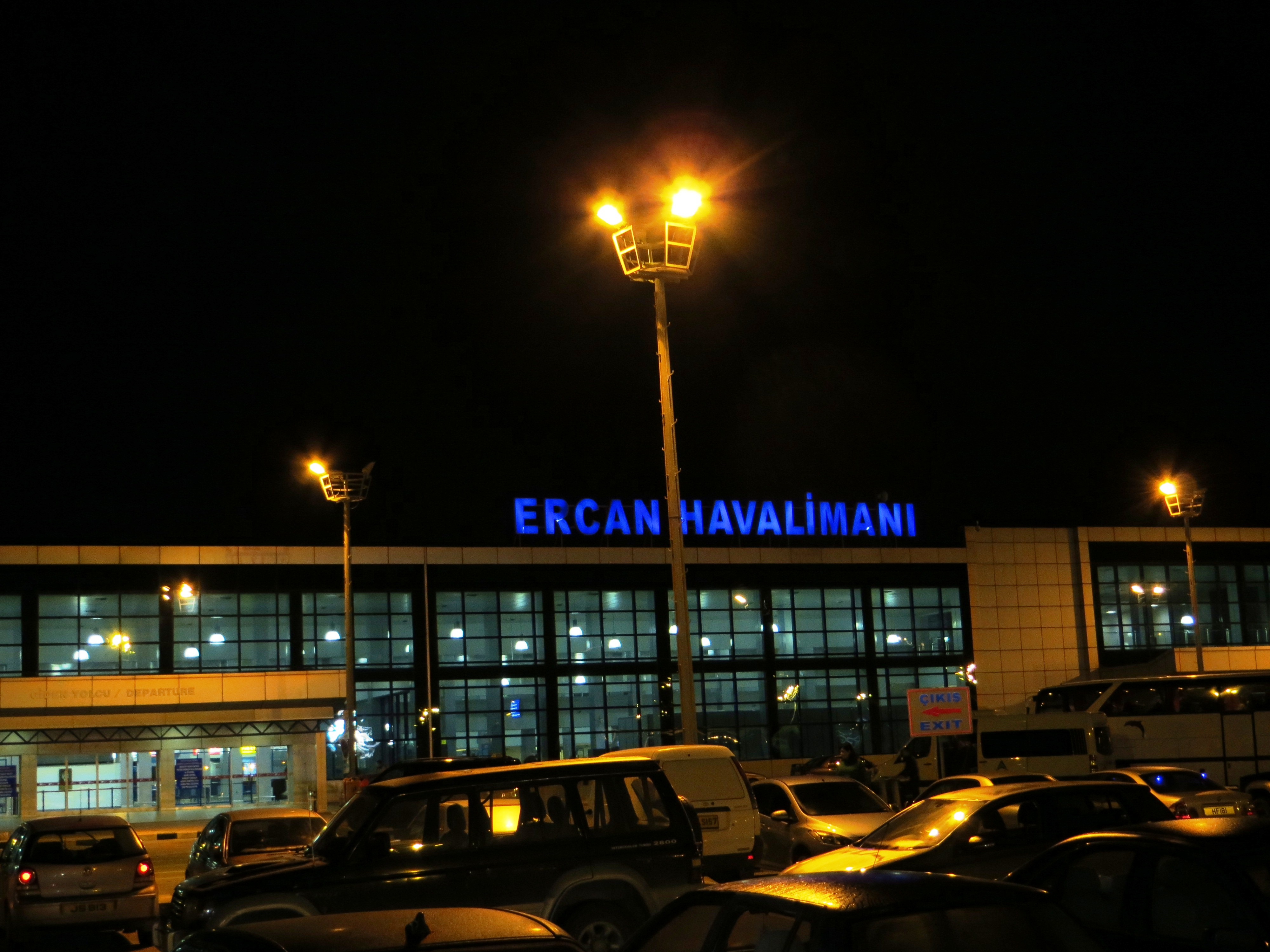
Термінал аеропорту (зовнішня сторона)
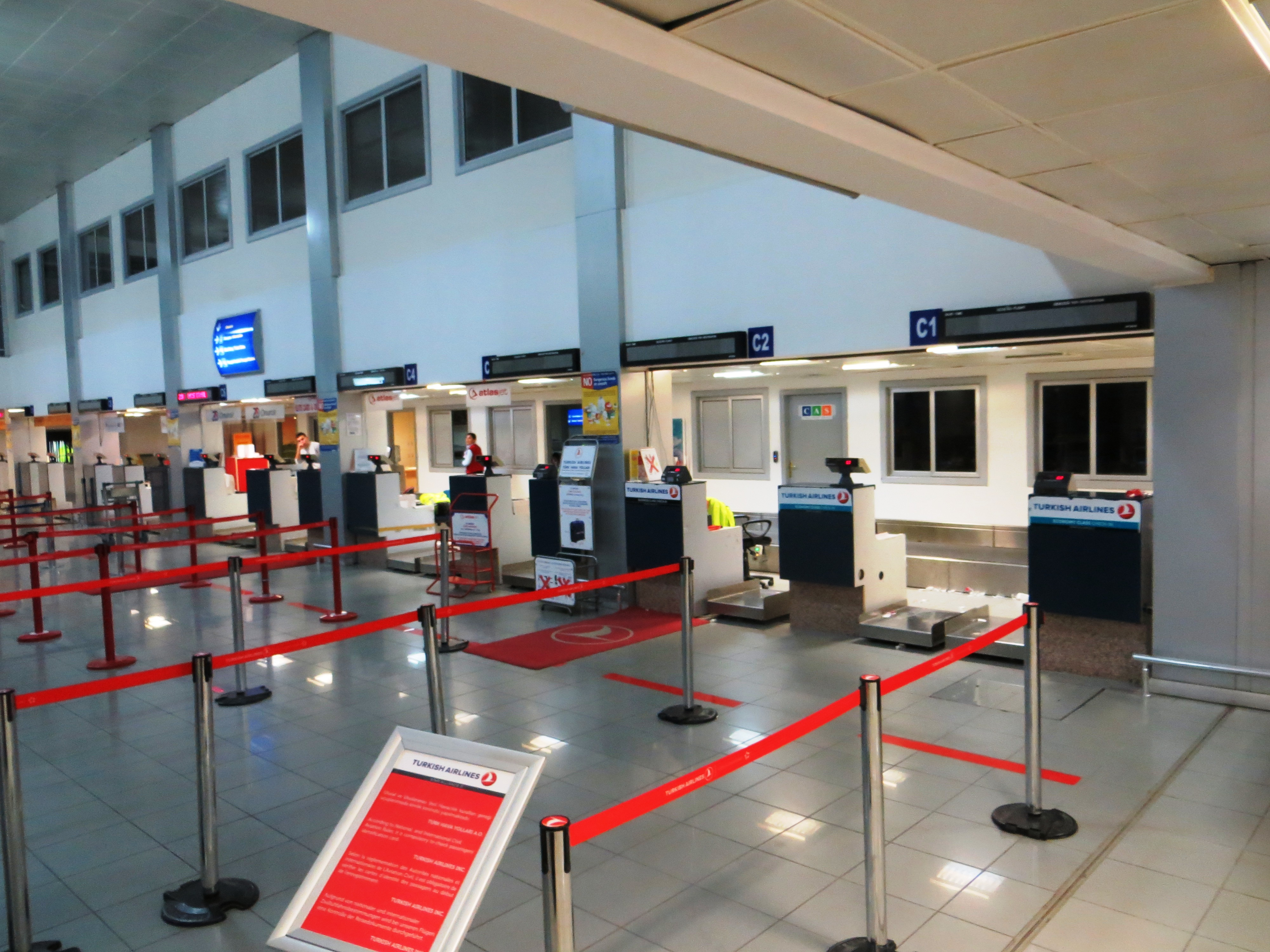
Стійки реєстрації в аеропорту
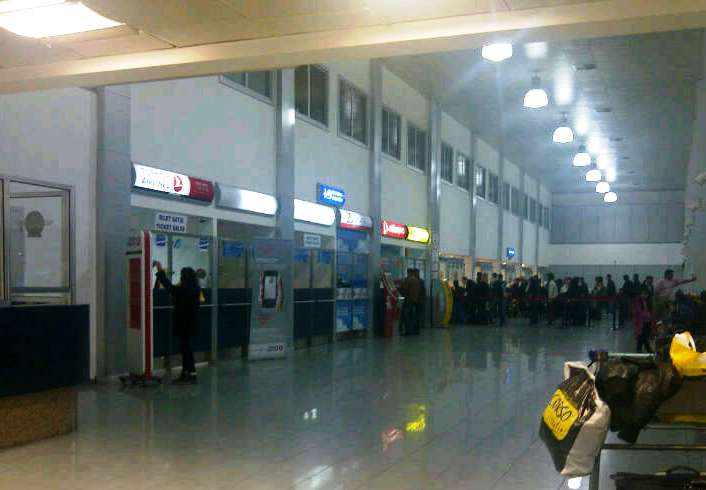
Всередині терміналу
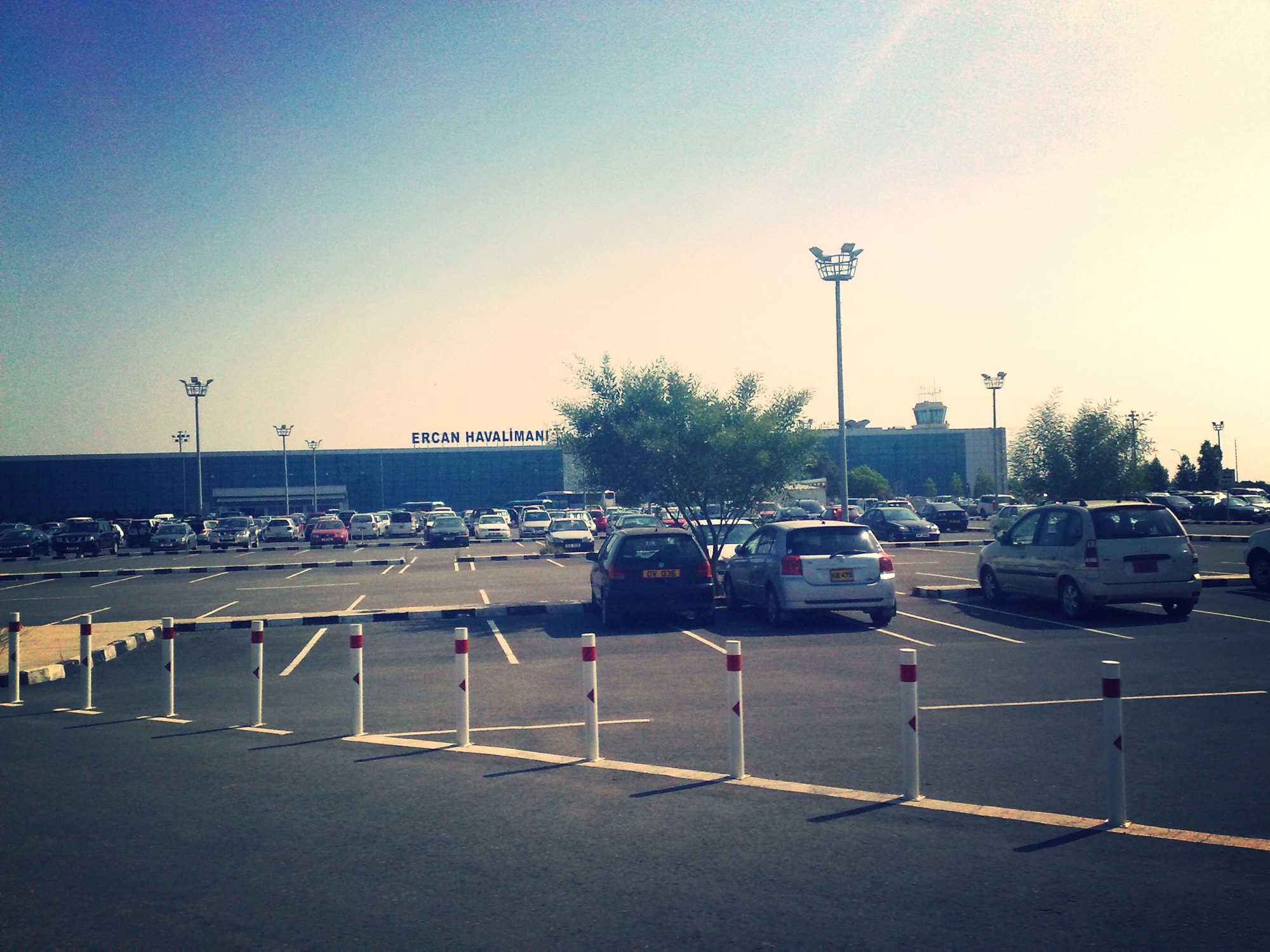
Автомобільна стоянка перед аеропортом